# 香港外匯投資
香港外匯投資有限公司，簡稱 港匯投資、也有新聞報導稱之為香港外匯，是香港一間金融服務代理公司，服務包括代理顧客買賣外匯、衍生工具及倫敦金等。 港匯投資曾經是香港外匯及黃金交易最活躍的集團之一。

## 事件
香港證監會在2008年1月29日，命令此港匯投資暫停經營5個半月，因為港匯投資被發現從事一些「無牌金融交易」活動，並且多次受證監會譴責之後不改正。     